# Mr Beast
Mr Beast – piąty album studyjny szkockiego zespołu Mogwai. Został wydany 3 marca 2006 roku w Stanach Zjednoczonych jako CD i DVD oraz 6 marca 2006 w Wielkiej Brytanii i Europie jako CD.

## Historia albumu
Piąty album studyjny został zarejestrowany w nowym studiu Mogwai, Castle of Doom w Glasgow w okresie od kwietnia do października 2005 roku. Miksowanie utworów zostało ukończone w połowie października, a produkcją albumu zajął się Tony Doogan. Projekt graficzny okładki był dziełem Amandy Church. Niektóre z utworów były grane na żywo pod zmienionymi tytułami: „Glasgow Mega-Snake” jako „Glower Of A Cat”, a „Team Handed” jako „Misery”. Inne grane wówczas utwory, „Black Keys” i „Robocop vs. The Orange Walk” nie znalazły się na albumie (ten ostatni pojawił się później na kolejnym albumie zespołu, The Hawk Is Howling pod tytułem „Scotland's Shame”).

## Wydania
Album ukazał się w kilku wersjach; w wersji winylowej utwory wytłoczono na trzech stronach podwójnego wydawnictwa, a na stronie czwartej umieszczono fikcyjne logo. Płyta DVD, zawierająca 40-minutowy dokument, The Recording Of Mr. Beast, dołączona została tylko do początkowych wydań.

## Lista utworów
Zestaw utworów na płytach CD i DVD:
CD:
| 1.  | Auto Rock           | 4:18  |
|     |                     |       |
| 2.  | Glasgow Mega-Snake  | 3:35  |
|     |                     |       |
| 3.  | Acid Food           | 3:40  |
|     |                     |       |
| 4.  | Travel Is Dangerous | 4:01  |
|     |                     |       |
| 5.  | Team Handed         | 3:58  |
|     |                     |       |
| 6.  | Friend of the Night | 5:30  |
|     |                     |       |
| 7.  | Emergency Trap      | 3:31  |
|     |                     |       |
| 8.  | Folk Death 95       | 3:34  |
|     |                     |       |
| 9.  | I Chose Horses      | 5:13  |
|     |                     |       |
| 10. | We're No Here       | 5:39  |
|     |                     |       |
|     |                     | 42:59 |
|     |                     |       |
DVD:
The Recording Of Mr. Beast – 40:35
Wszystkie utwory napisali: Stuart Braithwaite, Dominic Aitchison, Martin Bulloch, John Cummings i Barry Burns. Tekst do „I Chose Horses” napisał wokalista Envy Tetsuya Fukagawa.

## Muzycy
- Stuart Braithwaite – gitara, śpiew w „Acid Food”
- Dominic Aitchison – gitara basowa
- Martin Bulloch – perkusja
- John Cummings – gitara
- Barry Burns – fortepian, gitara, flet, śpiew w „Travel Is Dangerous”
- Craig Armstrong – instrumenty klawiszowe w „I Chose Horses”
- Tetsuya Fukagawa – śpiew w „I Chose Horses”
- Tony Doogan – producent

## Odbiór

### Opinie krytyków
| Oceny łączne      | Oceny łączne |
| Publikacja        | Ocena        |
| ----------------- | ------------ |
| Album of the Year | 78/100       |
| Metacritic        | 74/100       |
| Recenzje          |              |
| Publikacja        | Ocena        |
| AllMusic          | [ 6 ]        |
| Alternative Press | 5/5          |
| Drowned in Sound  | 6/10         |
| The Guardian      | [ 9 ]        |
| Kerrang!          | [ 10 ]       |
| laut.de           | [ 11 ]       |
| Mojo              | [ 12 ]       |
| musicOMH          | [ 13 ]       |
| NME               | 9/10         |
| The Observer      | [ 9 ]        |
| Pitchfork         | 6.8/10       |
| PopMatters        | 8/10         |
| Porcys            | 4.2/10       |
| RYM               | 3.53/5       |
| Rock Sound        | 8/10         |
| Rolling Stone     | [ 20 ]       |
| Q                 | [ 21 ]       |
| Slant Magazine    | [ 22 ]       |
| Sputnikmusic      | 4.0/5        |
| Tiny Mix Tapes    | [ 24 ]       |

Album otrzymał generalnie przychylne recenzje w oparciu o 36 recenzji krytycznych zebranych w Metacritic.
Zdaniem Heather Phares z AllMusic Mr Beast jest „prawdopodobnie najbardziej przystępnym choć wyrafinowanym albumem Mogwai; jest [przy tym] pozbawiony większości elektronicznych urozmaiceń występujących na ostatnich albumach zespołu na rzecz dźwięku podstawowego, nawiązującego do brzmień wypracowanych na Young Team.  Otwierający album utwór 'Auto-Rock' nadaje mu wyrafinowany a nawet elegancki charakter, podkreślony wykorzystaniem w aranżacjach fortepianu i gitary hawajskiej. Wręcz pastoralny klimat mają utwory takie jak 'Acid Food' czy 'I Choose Horses', w których słychać głęboki bas i tekst mówiony przez wokalistę japońskiego zespołu Envy, Tetsuya Fukagawę. Jednak Mogwai nie rezygnuje i z ciężkiego brzmienia, którym charakteryzują się takie utwory jak 'We're No Here' i 'Glasgow Mega-Snake'”.
Zbliżoną opinię wyraża Paul Mardles z The Guardian. Według niego „pięcioosobowy Mogwai z Glasgow trzyma się szablonu, który przykuł ich do post-rockowego tłumu na wydanym w 1997 roku Young Team. Mianowicie, riffy, które brzmią jakby zostały wyrzeźbione z granitu przez dziwnych mężczyzn w białych fartuchach przeprowadzających eksperyment nad odpornością ucha wewnętrznego, oraz pasaże o bajecznym, skrzącym się pięknie. Wyobraźcie sobie Motörhead z Brianem Eno za sterami.
Kolejnym recenzentem, który porównuje Mr. Beast  do Young Team, jest Joe Tangari z magazynu Pitchfork. Zwraca uwagę na zwięzłość albumu, którego najdłuższy utwór nie przekracza 6 minut, podczas gdy „ich pierwszy i wciąż najwspanialszy album, Young Team, nie miał skrupułów, by sięgać po utwory dłuższe niż 10 minut”.  Wady Mr. Beast nie leżą według niego „w tym, co jest obecne, ale w tym, czego brakuje. Mogwai są zdolni do niesamowitego piękna, przejmującego mroku i uderzającej w uszy dźwiękowej pirotechniki, ale przekraczają granice tylko wtedy, gdy łączą każdy z tych elementów. Tutaj, rzadko dają sobie wystarczająco dużo miejsca na połączenie tych nastrojów i stylów. W rezultacie, pomimo swoich szczytowych osiągnięć, album nie może równać się z najlepszymi dokonaniami Mogwai” – podsumowuje recenzent.
Zdaniem Paula Woloszyna z musicOMH nowy album Mogwai jest „rewelacyjny, [a dzięki niemu] sprawy w ogrodzie Mogwai wyglądają różowo”. Jeśli chodzi o brzmienie, to według niego Mr Beast „jest nie tyle odejściem od Happy Songs for Happy People, co rozwinięciem jego pomysłów.
„Album ma kilka pięknych momentów” – zauważa Victoria Segal z magazynu Q, dając jako przykład 'Auto Rock' „z uduchowionym fortepianem”, „pastoralny” 'Acid Food' i „lśniący blaskiem” 'Friend Of The Night'. Zaś ci, którzy „potrzebują trochę prawdziwego hałasu, powinni być usatysfakcjonowani utworami 'Glasgow Mega-Snake' i 'Folk Death 95'”.
„'Friend of the Night' jest reprezentatywny dla większości albumu, ale najlepsze kawałki Mr. Beast to te, które ośmielają się być inne. 'Acid Food' łączy w sobie prymitywny beat automatu perkusyjnego i gitarę pedal steel, by brzmieć jak Jesus and Mary Chain na Zachodzie, a cenna elegia 'I Chose Horses' zawiera wokalną inkantację Tetsui Fukagawy z japońskiego hardcore’owego zespołu Envy´” – stwierdza Peter Relic z Rolling Stone.
„Mr. Beast jest tak solidną płytą, jak szkocka szlachta, która ją nagrała; jeśli już raz Mogwai rozwalił wam umysł, to ta płyta pewnie nie zrobi tego ponownie, ale w obecnej formie jest to całkowicie akceptowalna bestia, przez którą można zostać zjedzonym żywcem” – dowodzi Kevin P. Davis z PopMatters.

Mr Beast to najlepszy art rockowy album, w który byłem zaangażowany od czasu Loveless My Bloody Valentine.
W rzeczywistości jest prawdopodobnie lepszy.

Według Matthiasa Manthe z magazynu laut.de wraz z czwartym albumem zakończyła się „syzyfowa praca” zespołu, który nie potrzebuje już „błądzić we własnym labiryncie luster”, by znaleźć wyjście. W Mr. Beast, ironicznie zatytułowanym albumie, zespół złożył poszczególne elementy swego dorobku we „wspaniały panoramiczny obraz”.
Czy warto wydać na to pieniądze? – pyta Gen Williams z Drowned in Sound. I uzasadnia: „Tak. Warto. Jeśli lubicie Mogwai za dźwięki, które wytwarzają, za ich instrumentalną dynamikę i zmienny nastrój, to prawdopodobnie polubicie Mr Beast - nie ma tu wiele do zarzucenia.”.
Niezbyt wysoko (dwie gwiazdki na pięć) ocenia album Jimmy Newlin ze Slant Magazine. W jego opinii „'I Chose Horses' jest najbardziej niezrozumiałym i zgrzytającym momentem albumu” z uwagi na japoński tekst i styl, odmienny od dotychczasowych poczynań zespołu. Natomiast „'Friend Of The Night' znajduje się w samym punkcie kulminacyjnym (…) Mr. Beast, więc zespół mógł mieć przeczucie, że jest to najświetniejszy moment albumu”.
Całkowicie odmienne zdanie wyraził Michał Zagroba z serwisu Porcys. Według niego „album Mr. Beast niezbicie dowodzi wypalenia formuły” a zespół jest jednym z „alternatywnych smutasów grających przez całą karierę jedną piosenkę”.

### Listy tygodniowe
| Kraj              | Lista                      | Pozycja |
| ----------------- | -------------------------- | ------- |
| Belgia            | Ultratop (Flandria)        | 21      |
| Belgia            | Ultratop (Walonia)         | 57      |
| Francja           | Les Charts                 | 64      |
| Holandia          | Dutch Charts               | 97      |
| Niemcy            | Offizielle Deutsche Charts | 65      |
| Szkocja           | Scottish Albums Chart      | 17      |
| Wielka Brytania   | UK Albums Chart            | 31      |
| Wielka Brytania   | UK Independent Albums      | 3       |
| Stany Zjednoczone | Billboard 200              | 128     |